# Симметричные криптосистемы
Симметри́чные криптосисте́мы (также симметричное шифрование, симметричные шифры) (англ. symmetric-key algorithm) — способ шифрования, в котором для шифрования и расшифрования применяется один и тот же криптографический ключ. До изобретения схемы асимметричного шифрования единственным существовавшим способом являлось симметричное шифрование. Ключ алгоритма должен сохраняться в тайне обеими сторонами, должны осуществляться меры по защите доступа к каналу на всем пути следования криптограммы или сторонами взаимодействия посредством криптообъектов, сообщений, если данный канал взаимодействия под грифом «Не для использования третьими лицами». Алгоритм шифрования выбирается сторонами до начала обмена сообщениями.

## Основные сведения
Алгоритмы шифрования данных широко применяются в компьютерной технике в системах сокрытия конфиденциальной и коммерческой информации от злонамеренного использования сторонними лицами. Главным принципом в них является условие, что передатчик и приемник заранее знают алгоритм шифрования, а также ключ к сообщению, без которых информация представляет собой всего лишь набор символов, не имеющих смысла.
Классическими примерами таких алгоритмов являются симметричные криптографические алгоритмы, перечисленные ниже:
- Простая перестановка
- Одиночная перестановка по ключу
- Двойная перестановка
- Перестановка «Магический квадрат»

### Простая перестановка
Простая перестановка без ключа — один из самых простых методов шифрования. Сообщение записывается в таблицу по столбцам. После того, как открытый текст записан колонками, для образования шифртекста он считывается по строкам. Для использования этого шифра отправителю и получателю нужно договориться об общем ключе в виде размера таблицы. Объединение букв в группы не входит в ключ шифра и используется лишь для удобства записи несмыслового текста.

### Одиночная перестановка по ключу
Более практический метод шифрования, называемый одиночной перестановкой по ключу, очень похож на предыдущий. Он отличается лишь тем, что колонки таблицы переставляются по ключевому слову, фразе или набору чисел длиной в строку таблицы.

### Двойная перестановка
Для дополнительной скрытности можно повторно шифровать сообщение, которое уже было зашифровано. Этот способ известен под названием двойная перестановка. Для этого размер второй таблицы подбирают так, чтобы длины её строк и столбцов отличались от длин в первой таблице. Лучше всего, если они будут взаимно простыми. Кроме того, в первой таблице можно переставлять столбцы, а во второй строки. Наконец, можно заполнять таблицу зигзагом, змейкой, по спирали или каким-то другим способом. Такие способы заполнения таблицы если и не усиливают стойкость шифра, то делают процесс дешифрования гораздо более занимательным.

### Перестановка «Магический квадрат»
Магическими квадратами называются квадратные таблицы со вписанными в их клетки последовательными натуральными числами от 1, которые дают в сумме по каждому столбцу, каждой строке и каждой диагонали одно и то же число. Подобные квадраты широко применялись для вписывания шифруемого текста по приведенной в них нумерации. Если потом выписать содержимое таблицы по строкам, то получалась шифровка перестановкой букв. На первый взгляд кажется, будто магических квадратов очень мало. Тем не менее, их число очень быстро возрастает с увеличением размера квадрата. Так, существует лишь один магический квадрат размером 3 х 3, если не принимать во внимание его повороты. Магических квадратов 4 х 4 насчитывается уже 880, а число магических квадратов размером 5 х 5 около 250000. Поэтому магические квадраты больших размеров могли быть хорошей основой для надежной системы шифрования того времени, потому что ручной перебор всех вариантов ключа для этого шифра был немыслим.
В квадрат размером 4 на 4 вписывались числа от 1 до 16. Его магия состояла в том, что сумма чисел по строкам, столбцам и полным диагоналям равнялась одному и тому же числу — 34. Впервые эти квадраты появились в Китае, где им и была приписана некоторая «магическая сила».
| 16 | 3  | 2  | 13 |
| 5  | 10 | 11 | 8  |
| 9  | 6  | 7  | 12 |
| 4  | 15 | 14 | 1  |

Шифрование по магическому квадрату производилось следующим образом. Например, требуется зашифровать фразу: «ПриезжаюСегодня.». Буквы этой фразы вписываются последовательно в квадрат согласно записанным в них числам: позиция буквы в предложении соответствует порядковому числу. В пустые клетки ставится точка.
| 16. | 3 и  | 2 р  | 13 д |
| 5 з | 10 е | 11 г | 8 ю  |
| 9 С | 6 ж  | 7 а  | 12 о |
| 4 е | 15 я | 14 н | 1 П  |

После этого шифрованный текст записывается в строку (считывание производится слева направо, построчно):

.ирдзегюСжаоеянП
При дешифровании текст вписывается в квадрат, и открытый текст читается в последовательности чисел «магического квадрата».
Программа должна генерировать «магические квадраты» и по ключу выбирать необходимый. Размер квадрата больше чем 3х3.

## Требования
Полная утрата всех статистических закономерностей исходного сообщения является важным требованием к симметричному шифру. Для этого шифр должен иметь «эффект лавины» — должно происходить сильное изменение шифроблока при 1-битном изменении входных данных (в идеале должны меняться значения 1/2 бит шифроблока).
Также важным требованием является отсутствие линейности (то есть условия f(a) xor f(b) == f(a xor b)), в противном случае облегчается применение к шифру дифференциального криптоанализа.

## Общая схема
В настоящее время симметричные шифры — это:
- блочные шифры. Обрабатывают информацию блоками определённой длины (обычно 64, 128 бит), применяя к блоку ключ в установленном порядке, как правило, несколькими циклами перемешивания и подстановки, называемыми раундами. Результатом повторения раундов является лавинный эффект — нарастающая потеря соответствия битов между блоками открытых и зашифрованных данных.
- поточные шифры, в которых шифрование проводится над каждым битом либо байтом исходного (открытого) текста с использованием гаммирования. Поточный шифр может быть легко создан на основе блочного (например, ГОСТ 28147-89 в режиме гаммирования), запущенного в специальном режиме.

Большинство симметричных шифров используют сложную комбинацию большого количества подстановок и перестановок. Многие такие шифры исполняются в несколько (иногда до 80) проходов, используя на каждом проходе «ключ прохода». Множество «ключей прохода» для всех проходов называется «расписанием ключей» (key schedule). Как правило, оно создается из ключа выполнением над ним неких операций, в том числе перестановок и подстановок.
Типичным способом построения алгоритмов симметричного шифрования является сеть Фейстеля. Алгоритм строит схему шифрования на основе функции F(D, K), где D — порция данных размером вдвое меньше блока шифрования, а K — «ключ прохода» для данного прохода. От функции не требуется обратимость — обратная ей функция может быть неизвестна. Достоинства сети Фейстеля — почти полное совпадение дешифровки с шифрованием (единственное отличие — обратный порядок «ключей прохода» в расписании), что значительно облегчает аппаратную реализацию.
Операция перестановки перемешивает биты сообщения по некоему закону. В аппаратных реализациях она тривиально реализуется как перепутывание проводников. Именно операции перестановки дают возможность достижения «эффекта лавины». Операция перестановки линейна — f(a) xor f(b) == f(a xor b)
Операции подстановки выполняются как замена значения некоей части сообщения (часто в 4, 6 или 8 бит) на стандартное, жестко встроенное в алгоритм иное число путём обращения к константному массиву. Операция подстановки привносит в алгоритм нелинейность.
Зачастую стойкость алгоритма, особенно к дифференциальному криптоанализу, зависит от выбора значений в таблицах подстановки (S-блоках). Как минимум считается нежелательным наличие неподвижных элементов S(x) = x, а также отсутствие влияния какого-то бита входного байта на какой-то бит результата — то есть случаи, когда бит результата одинаков для всех пар входных слов, отличающихся только в данном бите.

## Параметры алгоритмов
Существует множество (не менее двух десятков) алгоритмов симметричных шифров, существенными параметрами которых являются:
- стойкость
- длина ключа
- число раундов
- длина обрабатываемого блока
- сложность аппаратной/программной реализации
- сложность преобразования

## Виды симметричных шифров
блочные шифры
- AES (англ. Advanced Encryption Standard) — американский стандарт шифрования
- ГОСТ 28147-89 — советский и российский стандарт шифрования, также является стандартом СНГ
- DES (англ. Data Encryption Standard) — стандарт шифрования данных в США
- 3DES (Triple-DES, тройной DES)
- RC2 (Шифр Ривеста (Rivest Cipher или Ron’s Cipher))
- RC5
- Blowfish
- Twofish
- NUSH
- IDEA (International Data Encryption Algorithm, международный алгоритм шифрования данных)
- CAST (по инициалам разработчиков Carlisle Adams и Stafford Tavares)
- CRAB
- 3-WAY
- Khufu и Khafre
- Kuznechik

потоковые шифры
- RC4 (алгоритм шифрования с ключом переменной длины)
- SEAL (Software Efficient Algorithm, программно-эффективный алгоритм)
- WAKE (World Auto Key Encryption algorithm, алгоритм шифрования на автоматическом ключе)

## Сравнение с асимметричными криптосистемами

### Достоинства
- скорость
- простота реализации (за счёт более простых операций)
- меньшая требуемая длина ключа для сопоставимой стойкости
- изученность (за счёт большего возраста)

### Недостатки
- сложность управления ключами в большой сети
- сложность обмена ключами. Для применения необходимо решить проблему надёжной передачи ключей каждому абоненту, так как нужен секретный канал для передачи каждого ключа обеим сторонам

Для компенсации недостатков симметричного шифрования в настоящее время широко применяется комбинированная (гибридная) криптографическая схема, где с помощью асимметричного шифрования передаётся сеансовый ключ, используемый сторонами для обмена данными с помощью симметричного шифрования.
Важным недостатком симметричных шифров является невозможность их использования в механизмах формирования электронной цифровой подписи и сертификатов, так как ключ известен каждой стороне.